# Cassidy Freeman
Cassidy Freeman (Chicago, 22 aprile 1982) è un'attrice e cantante statunitense, nota per i ruoli di Tess Mercer e Cady Longmire nelle serie televisive Smallville e Longmire.

## Biografia
Attrice statunitense nata e cresciuta a Chicago, Cassidy Freeman inizia la sua carriera a teatro recitando nella Lyric Opera di Chicago. Al liceo partecipa a musical, produzioni scolastiche e gruppi di canto; ha inoltre l'opportunità di vivere per un semestre in Bolivia, per poi stabilirsi in Vermont, dove continua a immergersi nel mondo del teatro frequentando il Middlebury College, dal quale si laurea cum laude nel 2005 in Teatro e Spagnolo. Ha recitato anche a Washington D.C. e New York City. A Los Angeles, è entrata a far parte del Sight Unseen Theatre Group.
Partecipa alla serie TV Smallville nel ruolo di Tess Mercer dal 2008 al 2011.
Ha due fratelli più grandi, entrambi attori: Crispin e Clark. Con quest'ultimo, Cassidy e Andy Mitton hanno fondato una band, The Real D'Coy, dove l'attrice canta e suona il piano.
Cassidy Freeman è impegnata nella lotta per la difesa dell'ambiente ed è membro attivo di Heal The Bay, un'associazione che lavora per mantenere pulite le acque costiere. Insegna e fa da tutor ai bambini non privilegiati di Santa Monica, come parte del progetto "Virginia Avenue Project".

## Filmografia

### Cinema
- Razor Sharp, regia di Markus Perry – cortometraggio (2006)
- Clock, regia di Noah Harald – cortometraggio (2006)
- Finishing the Game: The Search for a New Bruce Lee, regia di Justin Lin (2007)
- Starlet, regia di Noah Harald – cortometraggio (2008)
- You've Reached Richarde & Gribbeen, regia di Ben Peyser – cortometraggio (2009)
- Shades of Gray, regia di Sharon Hill – cortometraggio (2009)
- YellowBrickRoad, regia di Jesse Holland e Andy Mitton (2010)
- Brahmin Bulls, regia di Mahesh Pailoor (2013)
- Fender Bender, regia di Mark Pavia (2016)
- La notte del giudizio per sempre (The Forever Purge), regia di Everardo Gout (2021)

### Televisione
- An Accidental Christmas, regia di Fred Olen Ray – film TV (2007)[3]
- Austin Golden Hour – serie TV, episodio 1x01 (2008)
- Cold Case - Delitti irrisolti (Cold Case) – serie TV, episodio 6x02 (2008)
- Smallville – serie TV, 46 episodi (2008-2011) – Tess Mercer
- CSI - Scena del crimine (CSI: Crime Scene Investigation) – serie TV, episodio 10x04 (2009)
- The Playboy Club – serie TV, 4 episodi (2011)
- CSI: NY – serie TV, episodio 8x01 (2011)
- The Vampire Diaries – serie TV, episodi 3x16-3x17-3x18 (2012)
- CSI: Miami – serie TV, episodio 10x15 (2012)
- Longmire – serie TV, 57 episodi (2012-2017)
- C'era una volta (Once Upon a Time) – serie TV, episodio 2x13 (2013)
- Una coinquilina pericolosa (Don't Look Back), regia di William Dickerson – film TV (2014)
- NCIS - Unità anticrimine (NCIS) – serie TV, episodio 13x12 (2016)
- NCIS: New Orleans - serie TV, episodi 2x12-3x14-4x03 (2016-2017)
- Stitchers – serie TV, episodio 2x02 (2016)
- Doubt - L'arte del dubbio (Doubt) – serie TV, 6 episodi (2017)
- The Righteous Gemstones – serie TV, 16 episodi (2019-in corso)
- Paradise - serie TV (2025)

## Doppiatrici italiane
Nelle versioni in italiano delle opere in cui ha recitato, Cassidy Freeman è stata doppiata da:
- Alessandra Korompay in NCIS - Unità anticrimine, NCIS: New Orleans, La notte del giudizio per sempre
- Laura Romano in CSI: Miami, Doubt - L'arte del dubbio
- Federica De Bortoli in Longmire, C'era una volta
- Silvia Avallone in Una coinquilina pericolosa
- Myriam Catania in The Vampire Diaries
- Barbara De Bortoli in Cold Case - Delitti irrisolti
- Chiara Gioncardi in CSI - Scena del crimine
- Sabrina Duranti in CSI: NY
- Stella Musy in Smallville
- Francesca Fiorentini in Paradise